# Zaki
Zaki je knjižničarski program. Razvijen je u suradnji Knjižnica grada Zagreba  i tvrtke viva-info. Upotrebljava se u velikom broju knjižnica u Hrvatskoj.

## Vanjske poveznice
- Knjižnice grada Zagreba
- GISKO Katalozi u Hrvatskoj